# Strada nazionale 1 (Argentina)
La strada nazionale 1 (in spagnolo: Ruta Nacional 1), meglio conosciuta come Autostrada Buenos Aires-La Plata (in spagnolo: Autopista Buenos Aires-La Plata), è una strada statale argentina che unisce la capitale Buenos Aires alla città di La Plata, capoluogo della provincia di Buenos Aires.
Il 7 luglio 2004 il Congresso nazionale dell'Argentina ha intitolato l'autostrada alla memoria di Ricardo Balbín, storico politico e dirigente dell'Unione Civica Radicale.

## Storia
La costruzione di un'autostrada che decongestionasse dal traffico le città del sud della Grande Buenos Aires fu proposta e discussa sin dalla fine degli anni cinquanta con la stesura del Piano Generale per la Capitale Federale. A causa di lunghe negoziazioni tra lo stato e la concessionaria, la costruzione dell'opera, che nel 1981 era stato assegnato all'impresa ispano-argentina Coviares, iniziò solamente nel 1988.
Il 1º luglio 1995 fu aperto al traffico il tratto Buenos Aires-Quilmes, mentre il 25 maggio 2002 fu la volta dell'ultima sezione, quella compresa tra Hudson e l'intersezione con la provinciale 11 nei pressi di La Plata.
L'11 luglio 2013 la provincia bonaerense ha rescisso il contratto con la Coviares e ha assegnato la gestione dell'infrastruttura all'impresa pubblica AUBASA mediante la Risoluzione N° 278. Il 4 dicembre dello stesso anno il governo provinciale ha siglato con l'AUBASA un accordo per una gestione trentennale dell'opera.
L'anno seguente è stato presentato un piano volto a trasformare l'arteria nella prima autostrada intelligente della provincia di Buenos Aires.

## Percorso
La strada nazionale 1 nasce nel centro di Buenos Aires, dall'intersezione tra due importanti arterie viarie della capitale argentina, l'autostrada 25 de Mayo ed il Paseo del Bajo. Dopo aver costeggiato il quartiere popolare de La Boca, l'autostrada attraversa il Riachuelo entrando così nel partido di Avellaneda, nel territorio della provincia di Buenos Aires. Dirigendosi in direzione sud-est, parallelamente dal corso del Río de la Plata, serve alcune importanti città dell'area metropolitana bonaerense come Quilmes e Berazategui. Nei pressi nella località di Guillermo Hudson ha origine la strada nazionale 2 per Mar del Plata.
All'altezza del chilometro 53, nei pressi della periferia nord-ovest di La Plata, termina il suo percorso intersecandosi con la provinciale 11.